# Лобачеве (Луганський район)
Лобаче́ве — село в Україні, у Луганській міській громаді Луганського району Луганської області. Населення становить 320 осіб. З 2014 року є окупованим російськими терористичними угруповуваннями.

## Населення
За даними перепису 2001 року населення села становило 320 осіб, з них 10,31 % зазначили рідною мову українську, 88,13 % — російську, а 1,56 % — іншу.